# Ехолокация
Ехолокация (от ехо и латински locatio, положение) е процес, който се състои в изпращането на сигнали с различна честота (радиовълни, ултразвук, звук) и приемане на отразената вълна. Използва се с цел откриване на предмети и тела, като положението им се определя по времето между изпратения и получения сигнал.

## Ехолокация при някои животни
Ехолокация се използва от някои животни, например делфините, китовете и прилепите, за ориентация и намиране на храна. Тези животни притежават естествен биосонар, който работи на принципа на активния сонар. Така например прилепите са способни да летят в пълна тъмнина в пещерите, в които живеят, и да ловуват през нощта за насекоми и малки гризачи. Те генерират ултразвук, който варира от 14 000 до 100 000 Hz, което е доста над прага на човешкото чуване (обикновено между 20 Hz и 20 000 Hz). Китовете и делфините използват биосонар за по-добра ориентация, защото в подводния свят, в който живеят, видимостта е значително намалена поради абсорбцията на светлината от водата.